# 密集市街地における防災街区の整備の促進に関する法律
密集市街地における防災街区の整備の促進に関する法律（みしゅうしがいちにおけるぼうさいがいくのせいびのそくしんにかんするほうりつ、平成9年5月9日法律第49号）は、密集市街地について計画的な再開発または開発整備による防災街区の整備を促進するために必要な措置を講ずることにより、密集市街地の防災に関する機能の確保と土地の合理的かつ健全な利用を図り、もって公共の福祉に寄与することに関する法律である。
防災街区整備事業制度が創設された。

## 概要
密集市街地における防災街区の整備の促進に関する法律（密集市街地整備法）は、阪神・淡路大震災の経験を踏まえ、大規模地震時に市街地大火を引き起こす防災上危険な状況にある密集市街地について、再開発や防災街区の整備を目的として、1997(平成9)年に制定された。ここでいう密集市街地とは、区域内に老朽化した木造の建築物が密集しており、かつ、十分な公共施設が整備されていないことその他当該区域内の土地利用の状況から、その特定防災機能が確保されていない市街地をいう。防災街区とは、その特定防災機能が確保され、及び土地の合理的かつ健全な利用が図られた街区をいう。特定防災機能とは、火事又は地震が発生した場合において延焼防止上及び避難上確保されるべき機能をいう。

## 構成
- 第一章　総則（第1条・第2条）
- 第二章　防災街区整備方針（第3条）
- 第三章　防災再開発促進地区の区域における建築物の建替え等の促進
  - 第一節　建築物の建替えの促進（第4条―第12条）
  - 第二節　延焼等危険建築物に対する措置（第13条―第29条）
  - 第三節　独立行政法人都市再生機構の行う受託業務（第30条）
- 第四章　特定防災街区整備地区（第31条）
- 第五章　防災街区整備地区計画等
  - 第一節　防災街区整備地区計画（第32条―第33条）
  - 第二節　防災街区整備権利移転等促進計画（第34条―第39条）
  - 第三節　防災街区計画整備組合
    - 第一款　総則（第40条―第44条）
    - 第二款　事業（第45条―第47条）
    - 第三款　組合員（第48条―第61条）
    - 第四款　管理（第62条―第87条）
    - 第五款　設立（第88条―第96条）
    - 第六款　解散及び清算（第97条―第104条）
    - 第七款　監督（第105条―第109条）
    - 第八款　雑則（第110条―第115条）

  - 第四節　建築物の敷地と道路との関係の特例（第116条）
- 第六章　防災街区整備事業
  - 第一節　総則（第117条―第119条）
  - 第二節　防災街区整備事業に関する都市計画（第120条・第121条）
  - 第三節　施行者
    - 第一款　個人施行者（第122条―第132条）
    - 第二款　防災街区整備事業組合
      - 第一目　通則（第133条―第135条）
      - 第二目　設立（第136条―第143条）
      - 第三目　管理（第144条―第162条）
      - 第四目　解散（第163条・第164条）
      - 第五目　税法上の特例（第164条の2）

    - 第三款　事業会社（第165条―第178条）
    - 第四款　地方公共団体（第179条―第187条）
    - 第五款　独立行政法人都市再生機構等（第188条―第190条）

  - 第四節　防災街区整備事業の施行
    - 第一款　測量、調査等（第191条―第200条）
    - 第二款　権利変換手続
      - 第一目　手続の開始（第201条―第203条）
      - 第二目　権利変換計画（第204条―第218条）
      - 第三目　権利の変換（第219条―第227条）
      - 第四目　土地の明渡し等（第228条―第234条）
      - 第五目　防災施設建築物の建築等の特例（第235条―第243条）
      - 第六目　工事完了等に伴う措置（第244条―第253条）
      - 第七目　権利変換手続の特則（第254条―第257条）

    - 第三款　個人施行者等の事業の代行（第258条―第262条）
    - 第四款　費用の負担等（第263条―第266条）
    - 第五款　雑則（第267条―第280条）
- 第七章　防災都市施設の整備のための特別の措置（第281条―第288条）
- 第八章　防災街区整備推進機構（第289条―第292条）
- 第九章　雑則（第293条―第300条）
- 第十章　罰則（第301条―第323条）
- 附則